# 다리오 포

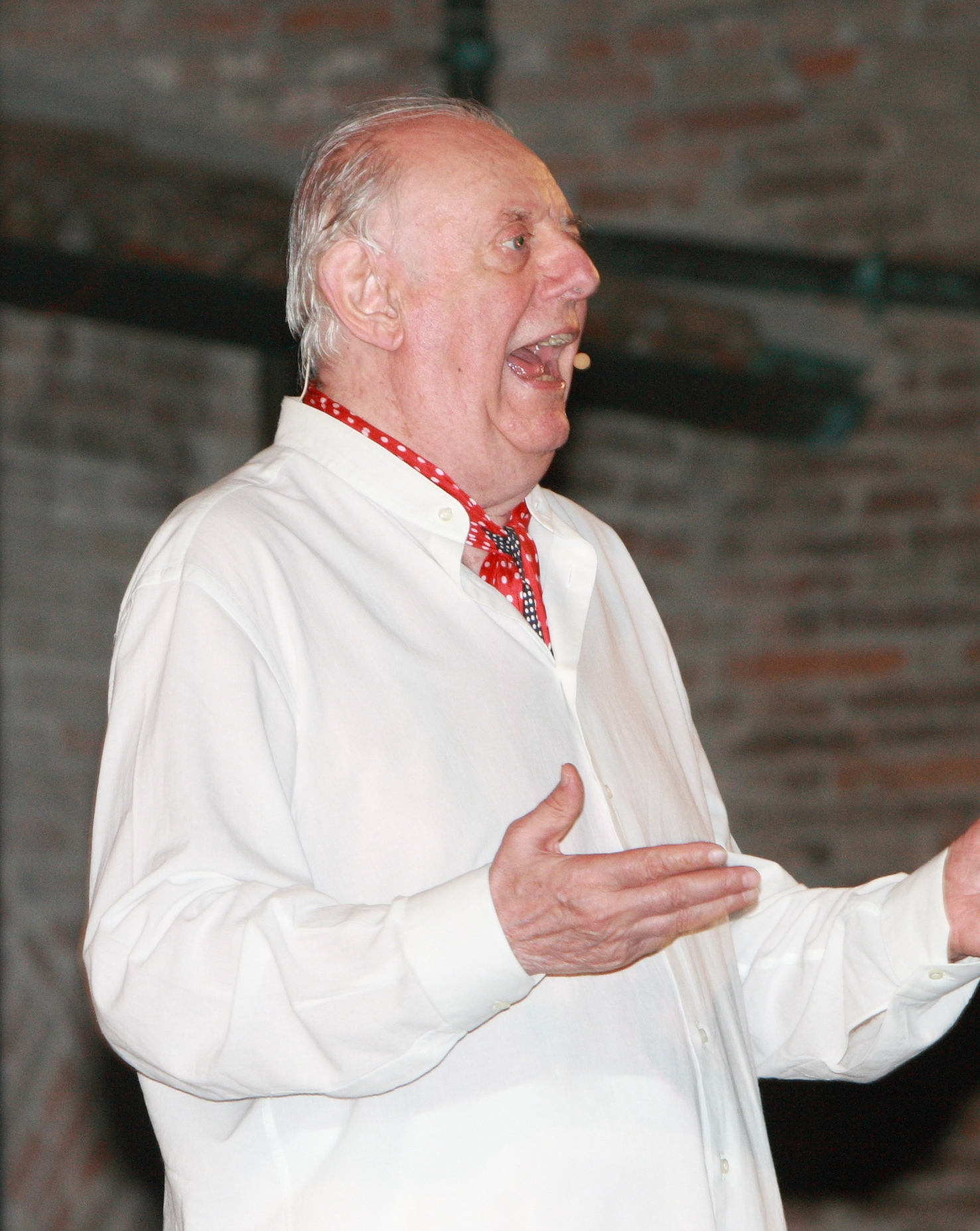
다리오 포 (2008년 체세나에서 촬영)

다리오 포(Dario Fo, 1926년 3월 24일 ~ 2016년 10월 13일)는 이탈리아의 극작가, 연출가, 배우, 작곡가, 시나리오 감독, 풍자가이다.
그는 1926년 이탈리아 롬바르디아주 바레세현 산자노에서 철도역 역장의 아들로 태어났으며 1940년에 가족들과 함께 밀라노로 이주, 브레라 대학에서 건축학을 전공하기 시작했지만 제2차 세계 대전의 여파로 학업을 중단해야만 했다. 그의 가족들은 2차 대전 때 반(反) 파시스트 레지스탕스로 활동했다.
그는 2차 대전 이후 밀라노에서 학업을 재개했으며 소극장 전용 즉석 독백극 전문 배우로 활동하기 시작했다. 그는 1951년에 여배우 프랑카 라메(Franca Rame)를 만났으며 라메와 함께 시사풍자극 《밀라노의 일주일 (Sette giorni a Milano)》을 공동으로 기획했다.
그는 1953년에 풍자극 《눈 안에 있는 손가락 (Il dito nell'occhio)》을 기획, 제작했다. 처음에는 정부와 교회 당국으로부터 검열을 받은 탓에 그와 극단이 이를 공연할 만한 극장을 찾기 어려울 정도로 혹평을 받았지만 후에 가치를 인정받았다. 그는 1954년 6월 24일에 프랑카 라메와 결혼한다.
그는 1959년에 프랑카 라메와 함께 다리오 포-프랑카 라메 극단(Compagnia Dario Fo-Franca Rame)을 설립했는데, 포는 시나리오 작가와 배우, 감독, 의상 디자인과 무대 용품 제작을 맡았으며 라메는 극단을 관리하는 역할을 맡았다. 그의 극단은 피콜로 극장에서 열린 이탈리아 전국 연례 순회 공연에서 데뷔했다.
그와 라메는 1968년에 회전 무대 전문 극단인 누오바 세나(Associazione Nuova Scena)를 설립했으며 같은 해에 극단 비아 콜레타(Il Capannone di Via Colletta)를 설립했다. 하지만 그의 행동은 이탈리아 공산당과 연관이 있는 행동으로 여겨졌고 이로 인해 그는 물론 그의 연극에 등장하는 정책과 연극 방식도 비판의 대상이 되었다. 심지어 공산주의를 적대시하던 가톨릭계에서도 그가 가톨릭을 적대시한다는 이유 때문에 그의 연극 상영을 취소하기도 했다. 그는 공산당 당원은 아니었지만 후에 공산당과 결별을 선언했고 공산당 당원이었던 라메는 공산당을 탈당하기에 이른다.
그는 1997년에 노벨 문학상을 수상했으며 그의 대표 작품으로 《우스꽝스러운 비밀 (Mistero Buffo)》 (1969년 작), 《어느 무정부주의자의 우연한 죽음 (Accidental Death of an Anarchist)》 (1970년 작), 《트럼펫과 딸기 (Trumpets and Raspberries)》 (1981년 작), 《교황과 마녀 (The Pope and the Witch)》 (1989년 작), 《요한 패던과 아메리카의 발견 (Johan Padan and the Discovery of America)》 (1992년 작) 등이 있다.

## 주요 작품
- 《미스테로 부포 (Mistero Buffo)》 (1969년 작)
- 《어느 무정부주의자의 우연한 죽음 (Accidental Death of an Anarchist)》 (1970년 작)
- 《안내놔? 못내놔!》 (1974년 작)
- 《트럼펫과 딸기 (Trumpets and Raspberries)》 (1981년 작)
- 《교황과 마녀 (The Pope and the Witch)》 (1989년 작)
- 《요한 패던과 아메리카의 발견 (Johan Padan and the Discovery of America)》 (1992년 작)